# Schifferstadt
Schifferstadt (pronunciación en alemán: /ˈʃɪfɐˌʃtat/ⓘ) es un municipio situado en el distrito de Rin-Palatinado, en el estado federado de Renania-Palatinado (Alemania). Su población estimada a finales de 2016 era de 19 983 habitantes.
Se encuentra ubicado al sureste del estado, cerca de las ciudades de Ludwigshafen, Espira y Worms, y del río Rin, que lo separa de los estados de Hesse y Baden-Wurtemberg. Hermanada con la ciudad de La Fortuna, San Carlos, Costa Rica.
La ciudad es reconocida por el descubrimiento del primer sombrero dorado de la Edad del Bronce, realizado el 29 de abril de 1835 por el agricultor Josef Eckrich.